# 마다가스카르 요리

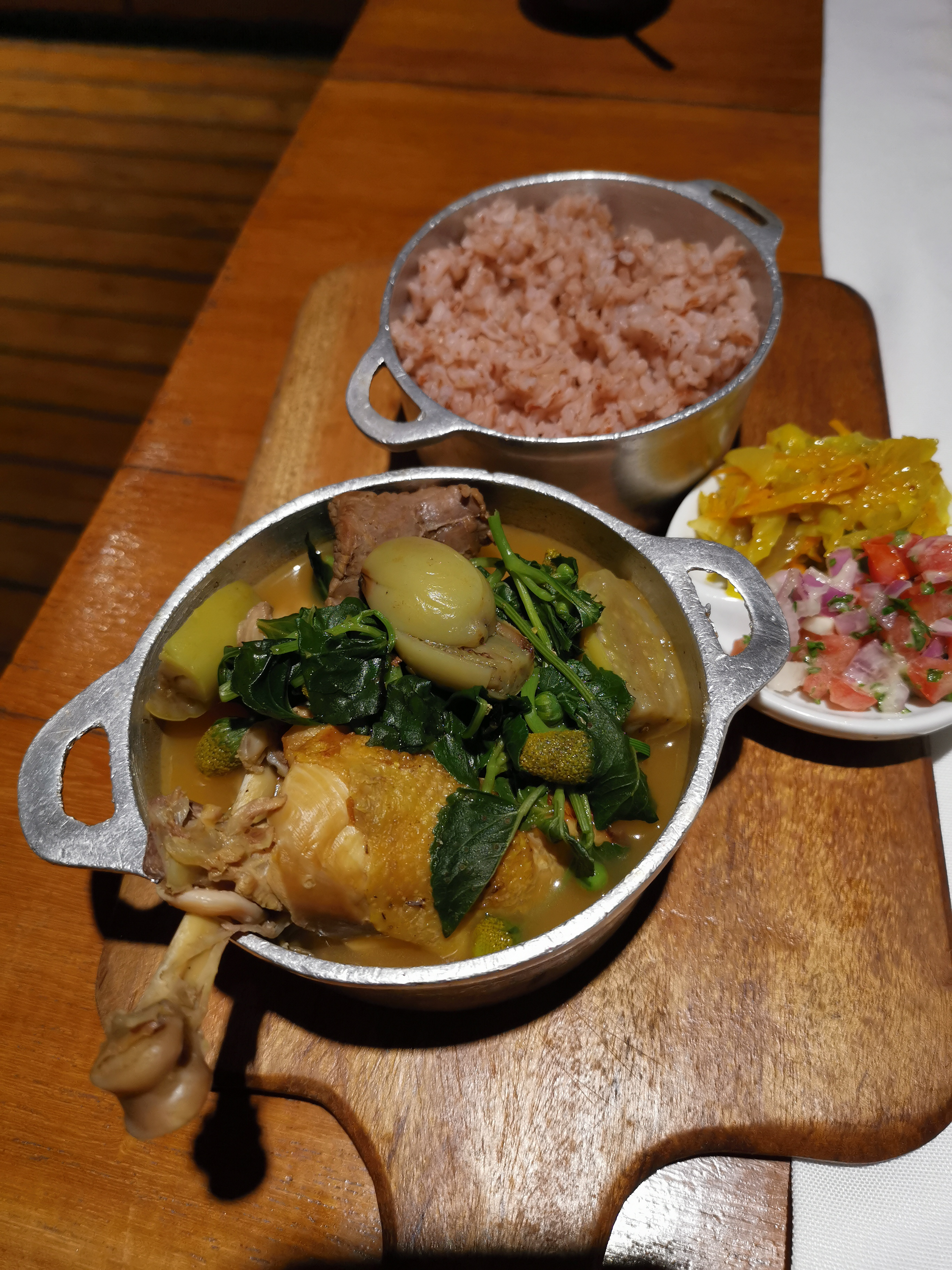
루마자바

마다가스카르 요리(Madagascar 料理, 말라가시어: sakafo malagasy 사카푸 말라가시, 프랑스어: cuisine malgache 퀴진 말가슈[*])는 동아프리카·인도양에 있는 마다가스카르의 요리이다. 쌀을 주식으로 하는 요리로서 옥수수를 혼식으로 많이 먹는다. 옥수수는 말려 먹거나 가루를 내서 먹는 것이 흔하다. 프랑스 요리, 중국 요리, 인도 요리의 영향을 받았으며 동아프리카나 아랍식 요리도 적잖은 영향을 주었다.
중국식 요리나 베트남, 스페인 요리가 많이 유입됐다.

## 쌀
마다가스카르에는 쌀(Vary)이 많이 나기도 하지만 종류도 달라서 수입산도 상당히 많고 시장에 유입되는 쌀의 양도 풍부한 편이다. 묽은 죽처럼 해 먹는 경우가 많으므로 물을 많이 넣어서 조리한다. 보통은 쌀을 매 끼 사서 먹을 만한 형편이 되지 않는 사람들이 많기 때문이다. 쌀로 밥을 하고 남은 것을 한국의 숭늉처럼 해서 먹는 것이 있는데 이 음료를 마다가스카르인들은 라로남판고(ranon'ampango)라고 해서 별식으로 본다.
베리 아미나나나(Vary amin'anana)는 쌀, 고기, 완두콩으로 만드는 수프로서 많은 사람들이 찾는다. 보통 아침에는 바나나 따위의 과일로 요리해서 쌀과 같이 먹으며 버터와 우유를 곁들인 빵으로 대신해서 먹기도 한다.

## 로카

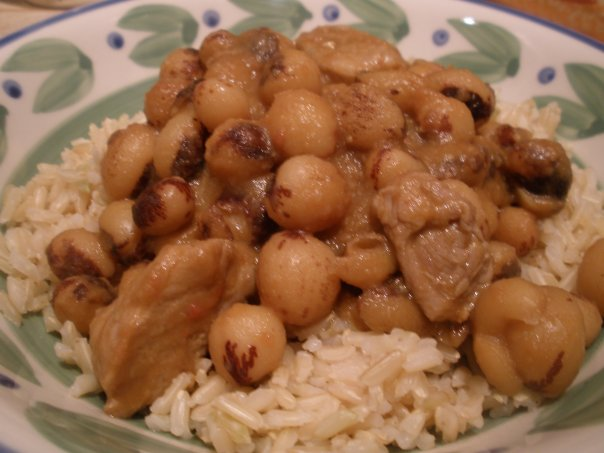

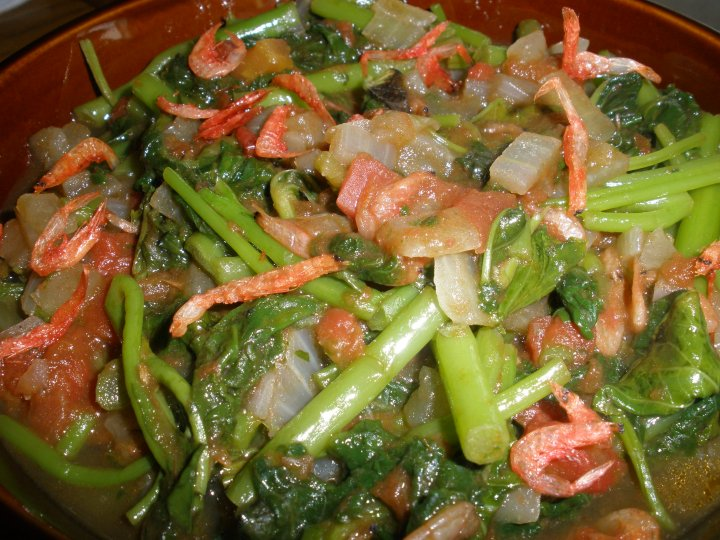

로카(Laoka)는 한국식으로 하면 반찬 쯤에 해당하는 것으로서 쌀과 함께 나오는 음식이다. 겨울에 특히 많아지며 지역적으로는 많은 차이를 보인다. 가장 흔한 로카로는 본주부리(voanjobory)가 있으며 돼지고기와 콩으로 요리하는 것이다. 이외에도 키토자라고 해서 소고기를 말려서 양념한 일종의 바베큐, 흰살 생선을 토마토 소스로 요리하는 트론드로 가시 등이 있다. 루마자바(romazava)는 생강과 토마토, 양파를 쇠고기와 콩으로 버무려 요리한 요리로서 대도시나 해변가에서는 꼭 볼 수 있는 요리이다. 마늘, 양파, 생강, 토마토, 치커리, 소금은 가장 중요한 재료이며 해안가 지방에서는 코코넛밀크, 바닐라, 향신료를 많이 쓴다.
아주 매운 음식이 많은데 주요 아프리카 대륙국가들보다도 음식이 맵다고 한다. 매운 소스라기보다는 망고나 레몬 따위의 과일로 소스를 만들어 인도식으로 먹는다. 고지대에서는 지난 10년간 과일나무가 많이 생겨나서 생산량이 많이늘어나고 있으며 배추나 당근으로 요리한 샐러드 등도 점차적으로 일반화되고 있다.

## 거리음식

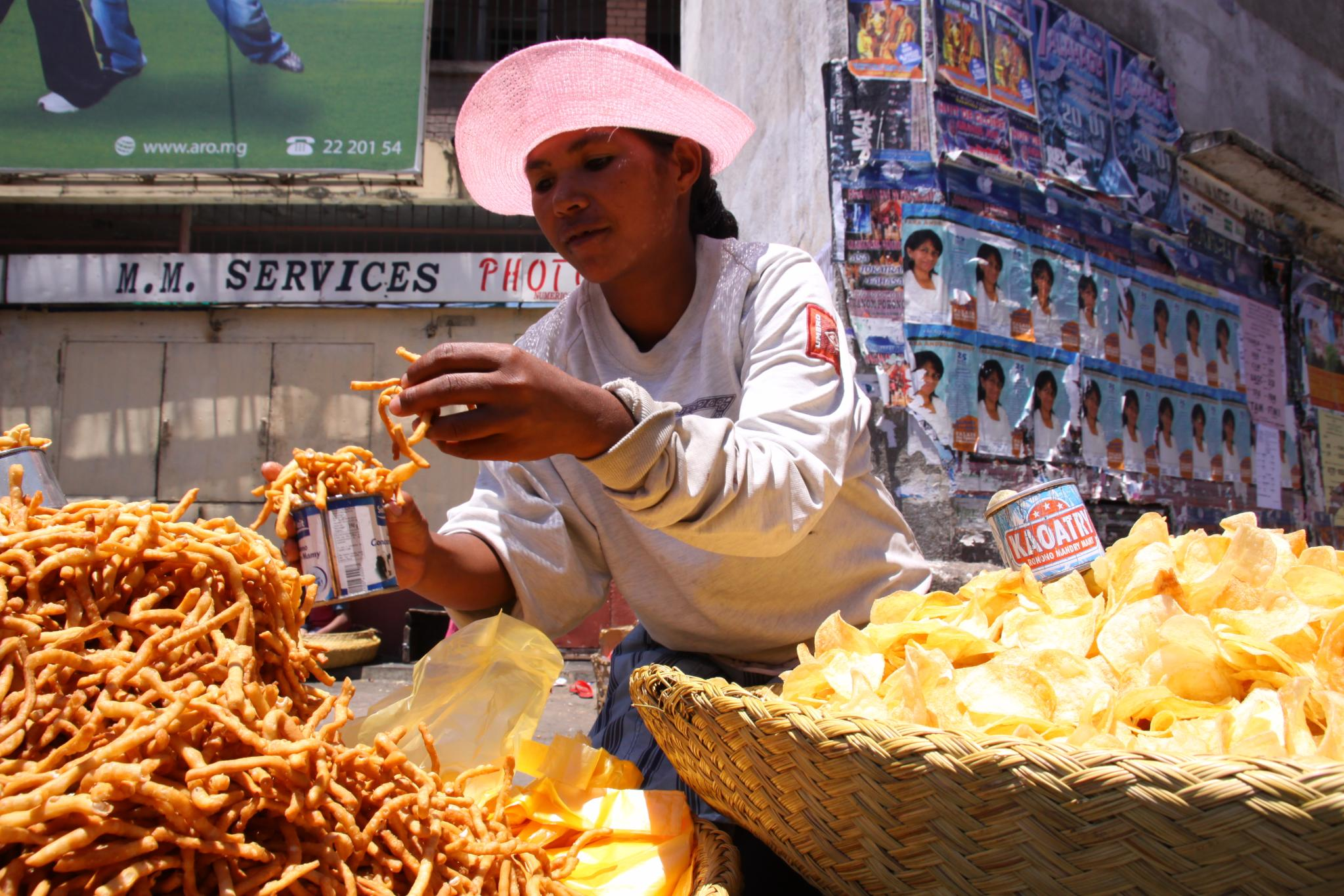

케이크나 무푸(moffo)라고 지역민들이 부르는 달콤한 과자들이 도시마다 있다. 가장 흔한 것은 단맛이 나는 쌀가루를 둥그런 틀에 넣고 숯으로 구워내서 먹는 무푸 가시(mofo gasy)로서 아침식사 대용으로 커피와 함께 많이 먹는다. 옥수수가루로 도너츠를 만들어 먹는 모포 불(boule)도 흔하다. 대개는 녹색 채소나 토마토 후추를 한사발 넣고 만드는데 가게에서는 많이 팔며 신문지에 싸서 가지고 다닐 수 있게 한다.

## 음료

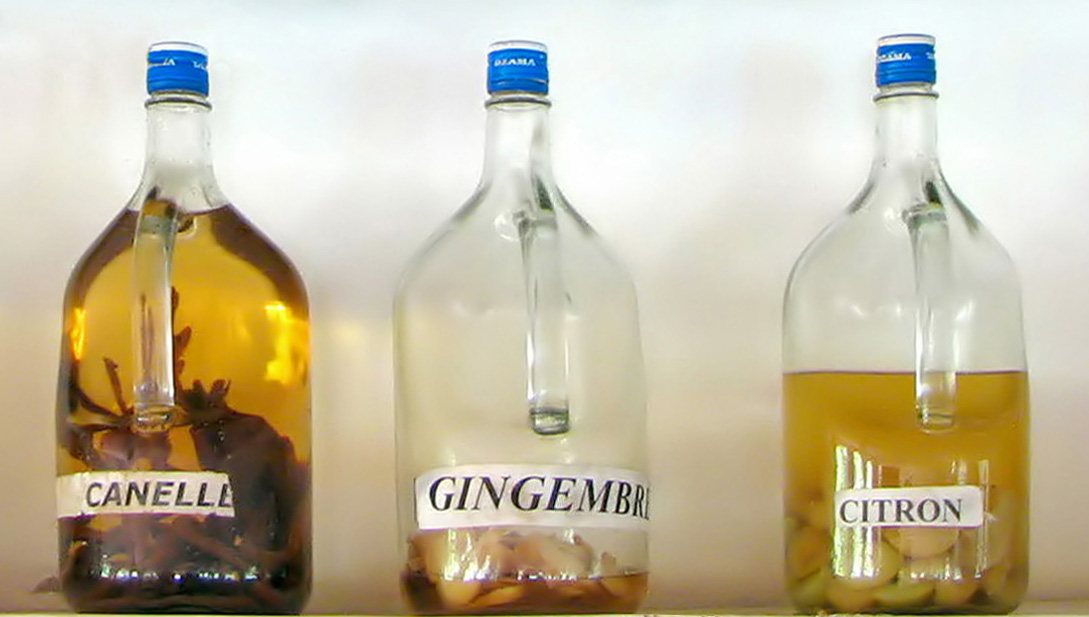

마다가스카르에서 가장 전통적이고 오래된 음료는 라논팡고라는 것이다. 차나 커피는 많이 볼 수 있으며 포도주는 남부 고지대에서 생산된다. 우유는 귀한 편이어서 요구르트나 우유 유사품을 물에 타서 먹는 경우가 흔하다.

## 후식

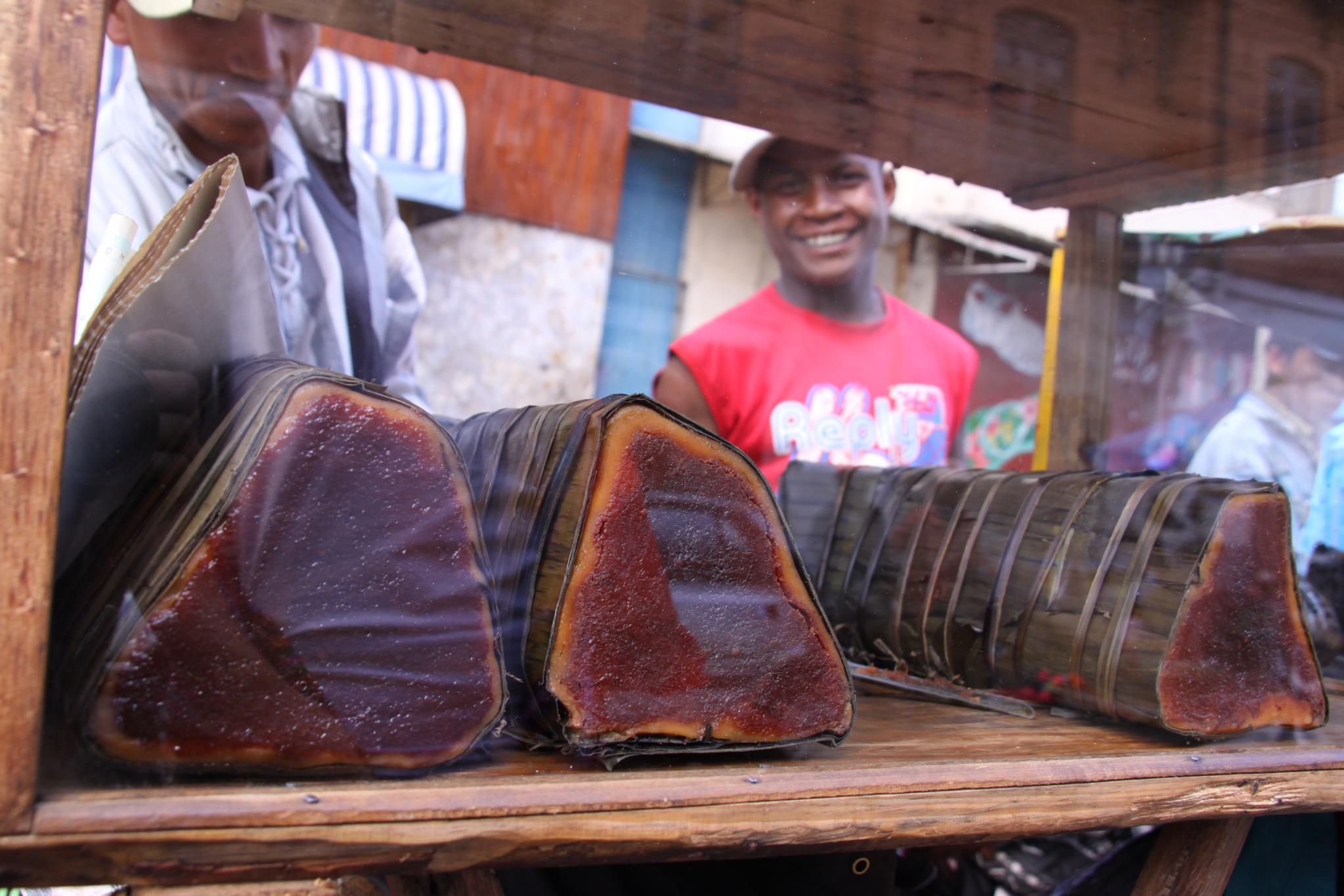

과일을 거의 식사후 꼭 챙겨 먹으며 온대열대 과일이 많이 자라기 때문에 설탕을 흩뿌려서 먹는다. 사과, 레몬, 라임, 호박, 수박, 오렌지 등이 많으며 망고, 코코넛, 파인애플, 아보카도, 구아바 외에 지역에서만 나는 과일도 많이 존재한다. 특이 폭폭이라고 해서 바오밥나무의 과일은 우기 마지막인 3월 쯤에만 맛볼 수 있는 귀한 과일이다.
마다가스카르는 코코아 생산량이 많기로 유명하며 그 질도 뛰어나서 초콜릿 바라든지 초콜릿 전문점이 꽤 많은 편이다. 초콜릿 전문점은 수도를 비롯해 대도시 호텔에서도 많이 볼 수 있으며 기념품점에서 꼭 볼 수 있다.
프랑스식 케이크 종류도 많지만 그리 많지는 않으며 소수 제빵사들이 만드는 것을 구매하여 일정량이 시내에 공급된다.

## 같이 보기
- 아프리카 요리